# Влюбени двойки
Влюбени двойки (на английски: Loving Couples) е романтична комедия на режисьора Джак Смайт, който излиза на екран през 1980 година.

## Сюжет
Д-р Евелин Лукас Кърби е успешна лекарка на средна възраст, омъжена за Д-р Уолтър Кърби, работохолик, също лекар. Тя се чувства самотна и пренебрегната и започва афера с млад и красив агент на недвижими имоти, Грег Плънкет. Плънкет има връзка с телевизионната синоптичка Стефани Бек. Когато Стефани разбира за аферата им, в отчаянието си решава да каже на Уолтър. И докато се утешават взаимно с компания и питиета, те започват да изпитват привличане един към друг и скоро започват своя афера. Усложнения възникват, когато двете двойки планират тайно бягство през уикенда в един и същ курорт Акапулко.

## В ролите
| Актьор         | Роля                   |
| -------------- | ---------------------- |
| Шърли Маклейн  | Д-р Евелин Лукас Кърби |
| Джеймс Кобърн  | Д-р Уолтър Кърби       |
| Сюзън Сарандън | Стефани Бек            |
| Стивън Колинс  | Грег Плънкет           |
| Сали Келерман  | Г-жа Лиджет            |
| Нан Мартин     | Медсестра на Уолтър    |